# Fuerza Aérea de Ucrania
La Fuerza Aérea de Ucrania  es una de las ramas principales de las Fuerzas Armadas de Ucrania, responsable de la defensa del espacio aéreo nacional, el apoyo aéreo a las operaciones terrestres y la conducción de operaciones de interdicción, reconocimiento y transporte. Fue establecida oficialmente en 1992 tras la disolución de la Unión Soviética, heredando un vasto arsenal de aeronaves, infraestructura y personal del Distrito Militar de Kiev y otras unidades soviéticas desplegadas en territorio ucraniano. Su estructura comprende comandos aéreos regionales, brigadas de aviación táctica, unidades de defensa antiaérea y formaciones de apoyo técnico y logístico. Equipada con aviones de combate como los  MiG-29, Su-24, Su-25, Su-27, F-16 y Mirage 2000, la Fuerza Aérea también opera aeronaves de transporte como el An-26 y helicópteros como el Mi-8 y Mi-24. Desde 2014, tras el inicio del conflicto con Rusia, la fuerza ha enfrentado importantes desafíos operativos y logísticos, acelerando su modernización, entrenamiento con aliados occidentales y adaptación a la guerra asimétrica. Durante la invasión rusa a gran escala en 2022, la Fuerza Aérea ha desempeñado un papel clave en la defensa del espacio aéreo ucraniano, ejecutando operaciones bajo condiciones altamente adversas, con capacidad limitada pero significativa en defensa aérea, interdicción y ataques de precisión.

## Historia

### Formación
La aviación militar en el territorio ucraniano tiene sus orígenes en 1917, durante el colapso del Imperio ruso, cuando la República Popular de Ucrania y otros efímeros estados ucranianos independientes comenzaron a organizar sus propias fuerzas aéreas con aviones heredados del antiguo ejército imperial y algunas unidades improvisadas. Estas fuerzas fueron limitadas en tamaño y capacidad, y estuvieron activas principalmente en los conflictos civiles y fronterizos entre los años 1917 y 1921. Tras la sovietización de Ucrania, la aviación fue integrada en la Fuerza Aérea del Ejército Rojo, y durante el período soviético, Ucrania se convirtió en uno de los principales centros de desarrollo, despliegue y entrenamiento de la aviación militar de la URSS. Durante la Segunda Guerra Mundial, miles de pilotos ucranianos sirvieron en las formaciones soviéticas, y después del conflicto, el territorio ucraniano albergó una gran concentración de unidades aéreas estratégicas y tácticas. En las décadas siguientes, Ucrania fue sede de numerosas bases aéreas, escuelas de pilotos, centros logísticos y parte del arsenal de aviación estratégica soviética, incluyendo bombarderos de largo alcance y misiles nucleares, debido a la ubicación estratégica de Ucrania. En 1991, al momento de la disolución de la Unión Soviética, Ucrania heredó una de las mayores estructuras aéreas del espacio postsoviético, con más de mil aeronaves de combate, personal altamente entrenado y una red desarrollada de infraestructura militar aérea. Esta herencia formó la base de la moderna Fuerza Aérea de Ucrania tras su independencia.

### 1991-2014
Entre 1991 y 2014, la Fuerza Aérea de Ucrania atravesó un proceso complejo de transición y transformación tras la independencia del país. Al disolverse la Unión Soviética, Ucrania heredó uno de los mayores arsenales aéreos de Europa, incluyendo más de 1 000 aeronaves de combate, cientos de helicópteros, misiles de defensa aérea, infraestructura técnica y decenas de bases aéreas operativas. Inicialmente, las fuerzas aéreas soviéticas presentes en territorio ucraniano fueron reorganizadas para formar una estructura nacional, incluyendo la creación del Comando de la Fuerza Aérea y Defensa Aérea, que integraba tanto la aviación táctica como las tropas de defensa antiaérea. Sin embargo, a lo largo de la década de 1990 y principios de los 2000, el sector sufrió una profunda reducción presupuestaria, lo que resultó en el desmantelamiento de muchas unidades, la retirada de numerosas aeronaves y el deterioro de capacidades técnicas y de entrenamiento. Parte del equipamiento fue desactivado, vendido al extranjero o desguazado en el marco de tratados de control de armas y acuerdos con Rusia y Estados Unidos, incluyendo la eliminación de bombarderos estratégicos y misiles de largo alcance. Aunque se mantuvieron brigadas de aviación táctica y sistemas de defensa aérea en servicio, la fuerza experimentó una pérdida progresiva de operatividad. En 2004 se creó un mando unificado bajo el nombre de Fuerza Aérea de Ucrania, separando formalmente esta rama del control compartido con la defensa antiaérea. Hacia 2013, la Fuerza Aérea ucraniana conservaba un número limitado de aviones operativos, incluyendo MiG-29, Su-27, Su-25 y Su-24, muchos de los cuales necesitaban modernización urgente. La falta de fondos, de modernización técnica y de ejercicios a gran escala limitó gravemente su preparación frente a amenazas convencionales, situación que se haría evidente tras el estallido del conflicto del Dombás en 2014.

## Estructura

### Organización
| Comando aéreo | Comando aéreo         |
| ------------- | --------------------- |
|               | Comando Aéreo Central |
|               | Comando Aéreo Sur     |
|               | Comando Aéreo Este    |
|               | Comando Aéreo Oeste   |

| Unidades subordinadas | Unidades subordinadas                                                                              |
| --------------------- | -------------------------------------------------------------------------------------------------- |
|                       | 7.ª Brigada de Aviación Táctica                                                                    |
|                       | 299.ª Brigada de Aviación Táctica                                                                  |
|                       | 383.ª Brigada Independiente de Sistemas Aéreos No Tripulados                                       |
|                       | 15.ª Brigada de Aviación de Transporte                                                             |
|                       | 25.ª Brigada de Aviación de Transporte                                                             |
|                       | 456.ª Brigada de Aviación de Transporte                                                            |
|                       | 101.º Regimiento Independiente de Comunicaciones y Mando                                           |
|                       | 19.ª Brigada Independiente de Reconocimiento Radioelectrónico y Radiotécnico de Propósito Especial |

Los comandos aéreos de Ucrania son divisiones regionales de la Fuerza Aérea ucraniana, establecidas para garantizar el control operativo y administrativo de las unidades aéreas, de defensa antiaérea y de apoyo técnico-logístico desplegadas en sus respectivas áreas del país. Cada comando aéreo está subordinado al Comando General de la Fuerza Aérea y tiene bajo su responsabilidad bases aéreas, regimientos de aviación, brigadas de misiles antiaéreos y unidades de radiotécnica. Su función principal es mantener la preparación de combate, coordinar operaciones aéreas, asegurar la defensa del espacio aéreo nacional y actuar en situaciones de emergencia o conflicto. Esta estructura territorial permite una gestión más eficiente del espacio aéreo y una respuesta rápida ante amenazas regionales. 
También existen unidades directamente subordinadas al mando de la Fuerza Aérea, es decir, no pertenecen a los comandos territoriales (Centro, Sur, Este, Oeste), sino que están directamente bajo el control del Mando General de la Fuerza Aérea de Ucrania. 

### Rangos
| Código OTAN | OF-10                           | OF-9            | OF-8             | OF-7          | OF-6 | OF-5    | OF-4             | OF-3  | OF-2    | OF-1             | OF-1     | OF-1           |
| ----------- | ------------------------------- | --------------- | ---------------- | ------------- | ---- | ------- | ---------------- | ----- | ------- | ---------------- | -------- | -------------- |
| Ucrania     | General del ejército de Ucrania |                 |                  |               | -    |         |                  |       |         |                  |          |                |
| Ucrania     | General del ejército de Ucrania | Coronel general | Teniente general | Mayor general | -    | Coronel | Teniente coronel | Mayor | Capitán | Teniente primero | Teniente | Teniente menor |

## Aeronaves
| Aeronave     | Aeronave              | Origen                  | Tipo                                            | Versión                                         | Cantidad    | Por entregar |
| Aviones      | Aviones               | Aviones                 | Aviones                                         | Aviones                                         | Aviones     |              |
| ------------ | --------------------- | ----------------------- | ----------------------------------------------- | ----------------------------------------------- | ----------- | ------------ |
|              | Mikoyan MiG-29        | Unión Soviética         | Avión de caza                                   | MiG-29M                                         | 45          | 45           |
|              | Sukhoi Su-27          | Unión Soviética         | Avión de caza                                   | Su-27Su-27SSu-27CSu-27PSu-27UB                  | 23          | 23           |
|              | General Dynamics F-16 | Estados Unidos          | Caza polivalente                                | A/AM                                            | 20          | 60           |
|              | Dassault Mirage 2000  | Francia                 | Caza polivalente                                | 5F                                              | Desconocido | 12-20        |
|              | Aero L-39 Albatros    | Checoslovaquia          | Avión de ataque ligero y entrenamiento avanzado | L-39L-39M1                                      | 42          | 42           |
|              | Sukhoi Su-24          | Unión Soviética         | Bombardero tácticoAvión de reconocimiento       | Su-24M/MKSu-24MR                                | 13          | 13           |
|              | Sukhoi Su-25          | Unión Soviética         | Avión de ataque a tierra                        | Su-25 Su-25UB Su-25K Su-25UTG Su-25M1 Su-25UBM1 | 17          | 17           |
|              | Antonov An-24         | Ucrania                 | Avión de transporte                             | An-24                                           | 3           | 3            |
|              | Antonov An-26         | Ucrania                 | Avión de transporte                             | An-26                                           | 19          | 19           |
|              | Antonov An-30         | Ucrania                 | Avión de reconocimiento                         | An-30B                                          | 3           | 3            |
|              | Antonov An-70         | Ucrania                 | Avión de transporte                             | An-70                                           | 1           | 1            |
| Helicópteros |                       |                         |                                                 |                                                 |             |              |
|              | Mil Mi-17             | Unión Soviética         | Helicóptero utilitario                          | Mi-17                                           | 24          | 24           |
|              | Mil Mi-8              | Unión Soviética Ucrania | Helicóptero utilitario                          | Mi-8MSB1                                        | 30          | 30           |
|              | Mil Mi-24             | Unión Soviética         | Helicóptero de transporte y ataque              | Mi-24                                           | 58          | 58           |